# Michel Gondinet
Michel Francis Marie Claude Gondinet, noto anche solo come Michel Gondinet (Saint-Yrieix-la-Perche, 29 settembre 1855 – Parigi, febbraio 1936), è stato un dirigente sportivo e scrittore francese.

## Biografia
Originario del Limosino, Michael Gondinet fu pronipote di Alfred de Vigny e nipote di Edmond Gondinet. Divenne dottore in giurisprudenza e avvocato presso la corte d'appello di Parigi dal 1881 al 1931. Grande appassionato di sport, fu tra i fondatori del Racing Club de France nel 1881, di cui venne poi eletto presidente dal 1891 al 1902.
Fu inoltre a capo dell'Union des sociétés françaises de sports athlétiques dal 1891 al 1894, anno in cui Gondinet diresse la commissione relativa alle questioni del dilettantismo del I Congresso Olimpico, organizzato da Pierre de Coubertin nell'Università della Sorbona per ristabilire i Giochi olimpici e per fondare il Comitato Olimpico Internazionale. Nel 1893 guidò la prima squadra di rugby francese che ebbe l'onore di affrontare gli inglesi sul loro suolo.
Nel 1900 fu membro della commissione superiore per gli esercizi fisici presso il Ministero della Pubblica Istruzione, occupandosi degli sport atletici. Nel corso della sua carriera scrisse alcune opere letterarie, incentrate sul diritto, sulla sua città natale e sulla genealogia della sua famiglia.

## Opere
- De la preuve par témoins, en droit romain et en droit français, Parigi, Hachette, 1876.
- De l'Exercice par les créanciers des droits et actions du débiteu, Parigi, L. Larose et Forcel, 1880.
- L'Héritier donataire qui renonce à la succession peut-il retenir sur les biens donnés, non seulement la quotité disponible mais encore sa part dans la réserve, Parigi, L. Larose et Forcel, 1881.
- L'Embellissement De Saint-Yrieix Et "Les Amis De Saint-Yrieix", Parigi, Guillemot et De Lamothe, 1926.
- Histoire et généalogie de la famille Gondinet, 1400-1933, Parigi, Guillemot et De Lamothe, 1933.
- Un Héros oublié. Le Lieutenant-général Yrieix Masgontier de Laubanie (1641-1706) et le Grand siège de Landau (1704), Parigi-Limoges-Nancy, Charles-Lavauzelle et Cie, 1928.
- Pardoux Gondinet, médecin d’Anne d’Autriche (1617-1679): son inventaire, Parigi, Guillemot et De Lamothe, 1930.